# أليسون جاني
أليسون جاني (بالإنجليزية: Allison Janney)‏ مواليد 19 نوفمبر 1959 في بوسطن، ماساتشوستس، الولايات المتحدة، هي ممثلة أمريكية بدأت مسيرتها الفنية عام 1989. كما أنها من الفائزات بجائزة إيمي.

## الأعمال

### أفلام
- دروب ديد غورجيس (1999)
- تدفق
- شهرة
- 10 أشياء أكرهها بشأنك
- جمال أمريكي
- البحث عن نيمو
- عبر السياج
- جونو
- الحياة في زمن الحرب
- جاسوس

## وصلات خارجية
- أليسون جاني على موقع IMDb (الإنجليزية)
- أليسون جاني على موقع روتن توميتوز (الإنجليزية)
- أليسون جاني على موقع ألو سيني (الفرنسية)
- أليسون جاني على موقع ميوزك برينز (الإنجليزية)
- أليسون جاني على موقع تيرنر كلاسيك موفيز (الإنجليزية)
- أليسون جاني على موقع أول موفي (الإنجليزية)
- أليسون جاني على موقع بوكس أوفيس موجو (الإنجليزية)
- أليسون جاني على موقع قاعدة بيانات برودواي على الإنترنت (الإنجليزية)
- أليسون جاني على موقع قاعدة بيانات الأفلام السويدية (السويدية)
- أليسون جاني على موقع إن إن دي بي (الإنجليزية)
- قالب:Emmytvlegends name
- "Allison Janney". The Guardian. London, UK. 28 يناير 2008. مؤرشف من الأصل في 2012-06-16. The Guardian